# Parti communiste maltais
Le Parti communiste maltais, en maltais Partit Komunista Malti, est un parti d'extrême gauche de l'île de Malte. Il est né en 1969 d'une scission du Parti travailliste. Son premier secrétaire est Anthony Vassallo.
Il a obtenu 0,1 % des voix aux élections de 1987 et ne s'est jamais présenté à d'autres élections dans le pays.